# Carla de Sá
Carla Cristina Pinto de Sá de Carvalho da Luz, com o nome artístico Carla de Sá (Lisboa, 3 de setembro de 1975) é uma actriz e dobradora de filmes portuguesa. É irmã do também ator e dobrador Rui de Sá (Rui Manuel Pinto de Sá de Carvalho), mulher do também ator Adriano Luz, prima em segundo grau do ator José Morais e Castro e bisneta ilegítima do 2.º Visconde de Amoreira da Torre.

## Direcção de dobragens
| Título Português | Título Original           |
| ---------------- | ------------------------- |
| Abelha Maia*     | Mitsubachi Maaya no Boken |

- Dá continuidade ao trabalho de Rui de Sá

## Canções
- "The Siamese Cat Song" (Versão Portuguesa) – 2.26 (Lady and the Tramp / Disney)
- "La La Lu" (Versão Portuguesa) – 2.54 (Lady and the Tramp / Disney)
- "Eu Nem Sei Se é Amor" – 2.05 (Hércules / Disney)
- "A Minha Pátria" - ca. 2min. (Cabeças no Ar)

## Representações

### Televisão
- 2007. Ilda Guimarães na série "Conta-me como foi" da RTP
- 2008. Inspectora da Judiciária na novela "A Outra" da TVI
- 2009. Rosa na série "Ele é Ela" da TVI
- 2011. Personagem Marta no telefilme "O Profeta" da TVI

### Teatro
| Ano       | Peça | Autor, Produtor                       |
| --------- | --- | ------------------------------------- |
| 1995      | O Ensaio | Jean Anouilh, versão de João Lourenço |
| 2000      | Pop Corn como Brooke (Miss Playboy)                                                                                           | Ben Elton, UAU - Produção de Ideias   |
| 2003      | O Dono do Nada | KlássiKus / Volte-Face                |
| 2004 2005 | Cabeças no Ar (assistente de encenação e interpretação)                                                                       | Adriano Luz                           |
| 2006      | O Assobio da Cobra (A Mulher da Rosa)                                                                                         | Adriano Luz                           |
| 2007      | Cabeças no Ar (assistente de encenação e interpretação) Personagens: Ministra da Educação, "Petromax" e restantes professoras | Adriano Luz                           |